# Rynek Nowomiejski w Toruniu
Rynek Nowomiejski w Toruniu – centralny punkt Nowego Miasta, rozplanowany w 1264 roku wraz z lokacją miasta.

## Charakterystyka

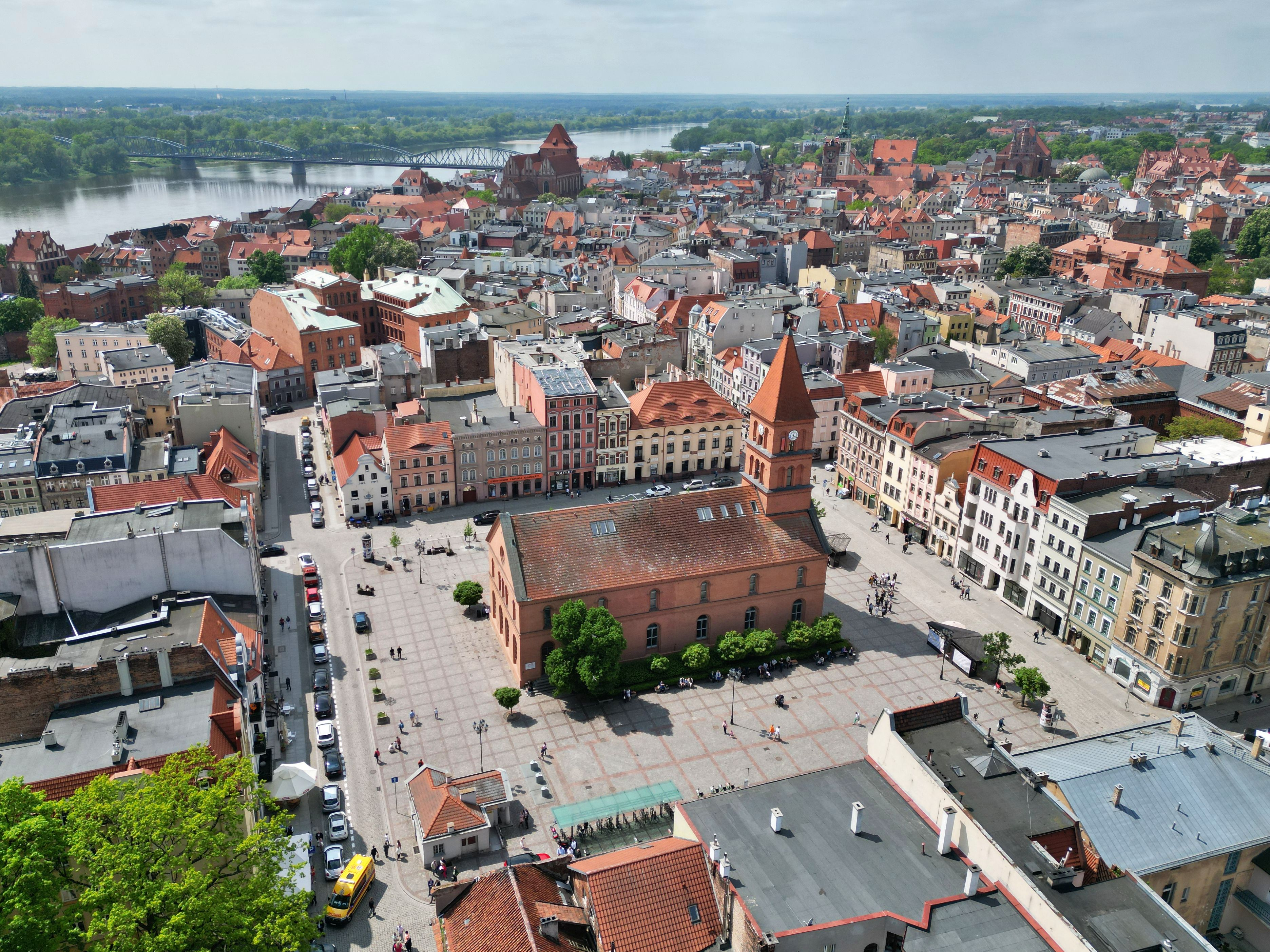
Widok znad narożnika wschodniego

Jest to kwadratowy plac o wymiarach około 95 × 95 m, {przy czym pierzeje mają długość ok. 70 m, a boki są usytuowane ukośnie względem głównych stron świata. Z każdego narożnika wybiegają po dwie prostopadłe ulice, będące przedłużeniami pierzei: z narożnika wschodniego ul. Szpitalna i Św. Jakuba, z południowego ul. Browarna i Ślusarska, z zachodniego ul. Królowej Jadwigi i Prosta, a z północnego ul. Sukiennicza i Św. Katarzyny. Przy wschodnim narożniku usytuowany jest kościół św. Jakuba.

## Zabudowa rynku
Centrum Rynku od początku XIV wieku zajmował Ratusz Nowomiejski, mieszczący salę posiedzeń Rady Miejskiej, salę sądu ławniczego, pomieszczenia kancelarii i kamlarii, sukiennice, ławy chlebowe, a w piwnicach (jednymi zachowanymi do dziś pomieszczeniami gotyckiego Ratusza) piwiarnię i więzienie. Po połączeniu Starego Miasta z Nowym Miastem w 1454 roku, budynek stał się pomocniczą siedzibą władz miasta, a z czasem został przeznaczony na magazyn. Od 1668 roku, po utracie przez ewangelicką gminę nowomiejską kościoła św. Jakuba i niezbędnej adaptacji został przeznaczony na świątynię luterańską pod wezwaniem św. Trójcy. Przekształcony na kościół gotycki Ratusz zdołał przetrwać do początku XIX w. Z powodu złego stanu technicznego budynku postanowiono na jego miejscu wybudować nowy budynek zboru pw. Trójcy Świętej. Projekt świątyni obejmował pierwotnie wykorzystanie istniejących murów obwodowych razem z elewacją tylną pozbawioną jedynie schodkowego szczytu; do całkowitej rozbiórki przeznaczono elewację frontową. Ostatecznie budynek w stylu neoromańskim, projektu Karla Friedricha Schinkla, ukończono w 1824 roku. Służył on ewangelikom do 1918 roku, następnie od 1927 do 1939 roku pełnił funkcję cerkwi prawosławnej parafii toruńskiej. Obecnie mieści siedzibę Fundacji Tumult.
Wokół Rynku znajdowały się kamienice najbogatszych mieszczan Nowego Miasta. Ze względu na mniej kupiecki, a bardziej rzemieślniczy charakter Nowego Miasta, kamienice te były nieco skromniejsze od swych staromiejskich odpowiedników. Oprócz kamienic w miejscu obecnej kamienicy nr 10 znajdowały się co najmniej do poł. XVIII w. ławy mięsne. Zajmowały one działkę szerokości ok. 4,6 m, sięgając przez całą długość bloku zabudowy aż do ul. Wielkie Garbary. W okresie nowożytnym przy Rynku działały również dwie z ponad dwudziestu nowomiejskich karczm: Gospoda pod Modrym Fartuchem oraz Gospoda Murarska. Ponadto w XVI w. w miejscu obecnej kamienicy nr 25 powstał Nowomiejski Dom Weselny. Wskutek wielu pożarów Nowego Miasta, między innymi w latach 1413 i 1455, zniszczeń z okresu wojen krzyżackich w XV w., a później szwedzkich i napoleońskich, zachowało się stosunkowo niewiele obiektów z okresu średniowiecza. W większości kształt zachowanych obecnie kamienic jest efektem późniejszych przekształceń z okresu nowożytnego i z XIX w.
W okresie międzywojennym większość mieszkańców Rynku Nowomiejskiego stanowili kupcy. Podczas II wojny światowej architekt Hans Döllgast przygotował ujednolicenia zabudowy Rynku.
Wszystkie pierzeje Rynku Nowomiejskiego oraz fasady domów narożnych od 1961 roku figurują w rejestrze zabytków nieruchomych pod numerem A/1371.

## Wyróżniające się kamienice

### Pierzeja południowa
| Nr | Obiekt                            | Lata budowy                          | Styl architektoniczny        | Ewidencja zabytków | Uwagi | Zdjęcie           |
| 1. | Rynek Nowomiejski 1/św. Jakuba 21 | 1911, 1912                           | klasycyzm                    | nr rejestru A/100  | Wcześniej znajdowały się tu dwie bliźniacze kamienice. W latach 70. XIX wieku własność blacharza Amanda Hirschbergera. Gmach zmodernizowano w 1874 roku. W latach 1911–1912 przebudowany przez firmę Rosenau i Wichert. |                   |
| 2. | Rynek Nowomiejski 2               | ok. 1906–1907                        | barok                        | N                  | Kamienica należąca na pocz. XX wieku do restauratora Matthiasa Hoppe’a. Na jego zlecenie w latach 1906–1907 została przebudowana. Po jej remoncie Hoppe otworzył w budynku restaurację Zum Friedensengel (Pod Aniołem Pokoju). W 1920 roku w kamienicy mieścił się hotel Europa, w 1941 Gaststätte Kuntersteiner Bierstube, w 1947 roku restauracja Leszek. |                   |
| 3. | Rynek Nowomiejski 3               | XV, II połowa XVII, 1865             | klasycyzm                    | nr rejestru A/286  | Kamienica od XVIII w. aż do II wojny światowej należała do szacownego toruńskiego rodu Körnerów. W latach 1847–1859 mieszkał w niej niemiecki pisarz, satyryk i etnograf Bogumil Goltz. |                   |
| 4. | Rynek Nowomiejski 4               | XVIII wiek                           | klasycyzm                    | N                  | Na parterze kamienicy mieścił się jeden z dwóch sklepów firmowych Herrmanna Thomassa, prowadzącego drugą pod względem wielkości i najstarszą w Toruniu fabrykę pierników. | pierwsza z prawej |
| 5. | Rynek Nowomiejski 5               | XVI przebudowa XVII/XVIII wiek, 1891 | barok, fasada klasycystyczna | nr rejestru A/516  | Do 1921 roku mieszkał w niej historyk i archiwista Arthur Semrau, kustosz Muzeum Miejskiego w Ratuszu, a także w latach 1919–1921 pierwszy toruński konserwator zabytków. Był również redaktorem czasopisma naukowego „Mitteilungen des Coppernicus-Vereins für Wissenschaft und Kunst zu Thorn”.                                                           |                   |
| 6. | Rynek Nowomiejski 6               | XV, przebudowa początek XIX wieku    | gotyk, klasycyzm             | nr rejestru A/517  | Obecnie plebania kościoła św. Jakuba – fary nowomiejskiej. |                   |
| 7. | Rynek Nowomiejski 7               | XV, przebudowa XIX wiek              | gotyk                        | N                  | Od początku XX wieku przez ok. 30 lat mieściła Gospodę Nowomiejską. |                   |

### Pierzeja zachodnia
| Nr | Obiekt                                                | Lata budowy        | Styl architektoniczny | Ewidencja zabytków | Uwagi | Zdjęcie |
| 1. | Gospoda Pod Modrym Fartuchem Rynek Nowomiejski 8      | XV wiek            | barok                 | nr rejestru A/1376 | Według tradycji założona w 1489 roku. Przez kilkaset lat pozostawała w posiadaniu rodziny Szalitów. Według tradycji odwiedzana między innymi przez Kazimierza Jagiellończyka, Jana Olbrachta czy Napoleona. |         |
| 2. | Rynek Nowomiejski 9                                   | 1 połowa XIX wieku | klasycyzm             | N                  | |         |
| 3. | Rynek Nowomiejski 10                                  | 1 połowa XIX wieku | klasycyzm             | N                  | Mieszkał tu Ignacy Danielewski (1829-1907), wydawca, literat i dziennikarz, redaktor m.in. Gazety Toruńskiej.                                                                                               |         |
| 4. | Rynek Nowomiejski 11                                  | lata 80 XIX wieku  | klasycyzm             | N                  | |         |
| 5. | Rynek Nowomiejski 12                                  | 1847               | klasycyzm             | N                  | |         |
| 6. | Apteka Pod Złotym Lwem w Toruniu Rynek Nowomiejski 13 |                    | gotyk, klasycyzm      | nr rejestru A/569  | Dokładna data powstania kamienicy i apteki jest nieznana, apteka prawdopodobnie powstała w 1624 roku |         |

### Pierzeja północna
| Nr | Obiekt                                                     | Lata budowy               | Styl architektoniczny | Ewidencja zabytków | Uwagi | Zdjęcie |
| 1. | Gospoda Bractwa Murarskiego w Toruniu Rynek Nowomiejski 17 | XV, przebudowa XVIII wiek | barok                 | nr rejestru A/275  | Mieści wojewódzką instytucję kultury – Galerię i Ośrodek Plastycznej Twórczości Dziecka                                                                    |         |
| 2. | Rynek Nowomiejski 18                                       | 1903                      | wczesny modernizm     |                    | Kamienica zaprojektowana i zbudowana przez Maxa Homanna dla Paula Trautmanna w 1903 roku, zmodernizowana w latach 1911–1912 przez firmę Rosenau i Wichert. |         |

### Pierzeja wschodnia
| Nr | Obiekt               | Lata budowy               | Styl architektoniczny | Ewidencja zabytków     | Uwagi | Zdjęcie |
| 1. | Rynek Nowomiejski 22 | XIX wiek                  | klasycyzm             | N                      | W 1939 roku siedziba sztabu Armii Pomorze. Od 1936 roku gen. Władysław Bortnowski (1891-1966), późniejszy dowódca Armii „Pomorze” w czasie kampanii wrześniowej. W czerwcu 1938 roku zatrzymał się u niego marszałek Edward Rydz-Śmigły, przybyły tu na uroczystości patriotyczne                                         |         |
| 2. | Rynek Nowomiejski 23 | XVI, przebudowa XIX       | renesans              | N                      | To dawny dom parafii św. Jerzego. Podczas ostatnich prac restauratorskich nadano całej fasadzie wystrój renesansowy, odkryto w szczycie kartusz z datą przeprowadzonej w 1887 roku konserwacji oraz napis, który mówi o własności parafii. Posiada charakterystyczny ornamentowy szczyt, zwieńczony gryfem pomorskim.     |         |
| 3. | Rynek Nowomiejski 25 | XV, przebudowa XIX        | klasycyzm             | nr rejestru A/1392/1-2 | Do XV wieku dwie osobne działki. Po połączeniu od XVI wieku funkcjonował tu Nowomiejski Dom Weselny, zniszczony w wyniku oblężenia w 1813. W 1828 wzniesiono nowy budynek z przeznaczeniem na sierociniec, który funkcjonował w tym miejscu do 1881. Rok później kamienicę przebudowano podwyższając o jedną kondygnację. |         |
| 4. | Rynek Nowomiejski 26 | XIX wiek                  | klasycyzm             | N                      | Wzniesiona na starszych murach, przebudowana w połowie XIX wieku przez W. Martiniego |         |
| 5. | Rynek Nowomiejski 27 | 1724, II połowa XIX wieku | klasycyzm             | nr rejestru A/54       | Jest to kamienica narożna. Dodatkowy adres ul. Szpitalna 10. Przebudowana w połowie XIX wieku według projektu Carla Friedricha Barnicka. |         |